# Revninge
Revninge är en tätort i Kerteminde kommun i Region Syddanmark i Danmark. Tätorten har 217 invånare (2024). Den ligger på Fyn, cirka 3,5 kilometer söder om Kerteminde.